# Próprio dos santos e santas
O Próprio dos Santos e Santas, é uma divisão do Missal Romano, localizada após o Apêndice do Rito da Missa e antes dos Formulários comuns, que estabelece as missas para os santos e santas.

## Grau das Celebrações
O Missal estabelece também diferentes graus para as celebrações dos santos e santas:
- Solenidade, que é o grau máximo (vem indicado).
- Festa, que é um grau importante (vem indicado).
- Memória, que é um grau de pouca importância, mas não deve ser esquecido (vem indicado).
- Memória Facultativa, que implica pouca importância (não vem indicado).

## Organização
O calendário vem organizado na forma do ano civil, todavia só indica os dias de acordo com o Calendário Romano Geral, ou seja, determinado dia que se celebra um santo do Calendário Romano vem indicado, mas um outro determinado dia em que se celebra um santo que não está escrito nesse calendário não vem indicado.

### Indicação das missas para os santos
O Próprio dos santos e santas indica desta forma e ordem, o santo(a) do dia:
- Dia e Mês (ex.: 15 de Julho)
- Santo(a) do dia (ex.:São Boaventura, bispo e Doutor de Igreja)
- Grau (ex.: Memória)
- Breve biografia
- Missa nos Formulários comuns (no nosso exemplo seria: Comum dos Pastores: para bispos, ou Comum dos Doutores da Igreja)
- Oração do dia (para a missa), mas é possível que apareça ainda, além da oração do dia, a sobre as oferendas e a depois da comunhão.
- Em outros casos, virá indicada a missa completa do santo(a) do dia (antífonas da entrada e da comunhão, e orações).